# HMS Resolution (1770)
Pour les autres navires du même nom, voir HMS Resolution.

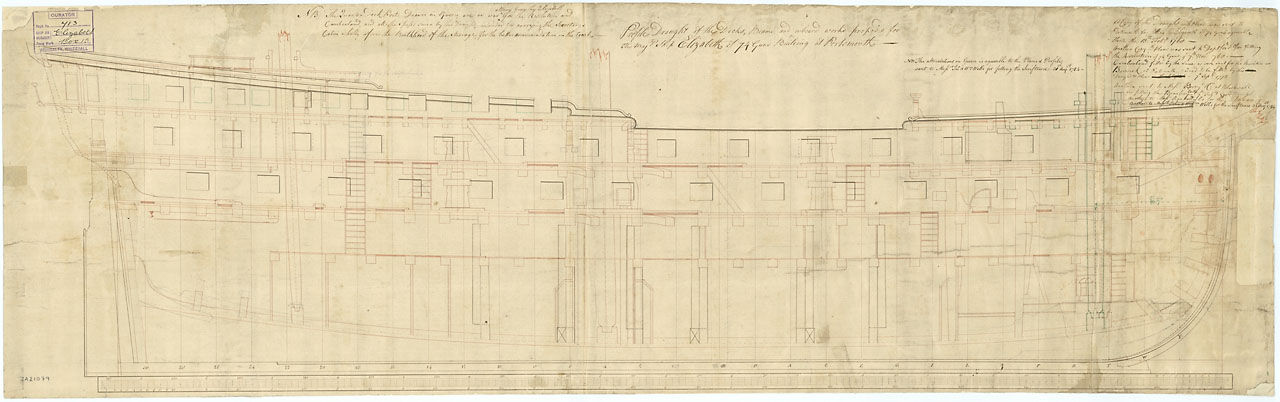
Plan de coupe montrant l’intérieur d’un bateau de classe Elizabeth

Le HMS Resolution est un vaisseau de ligne de troisième rang de classe Elizabeth, armée de 74 canons lancé en 1770 et désarmé en 1813.
Il participe à la bataille du cap Saint-Vincent en 1780, à la bataille de la baie de Chesapeake et à la bataille des Saintes.